# Ophionotus hexactis
Ophionotus hexactis is een slangster uit de familie Ophiuridae.
De wetenschappelijke naam van de soort werd in 1876 gepubliceerd door Edgar Albert Smith.